# Pieter Zeeman

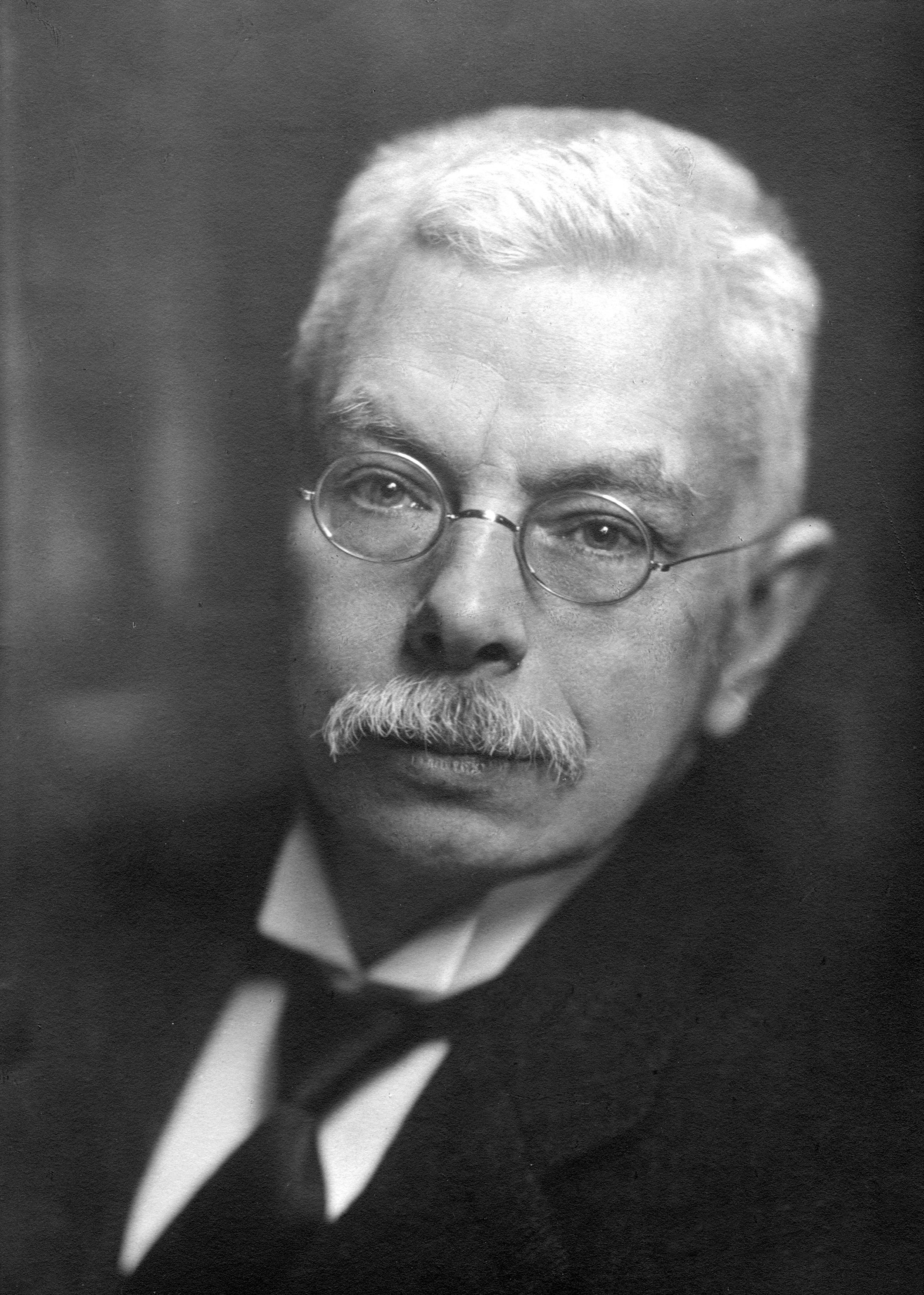
Pieter Zeeman

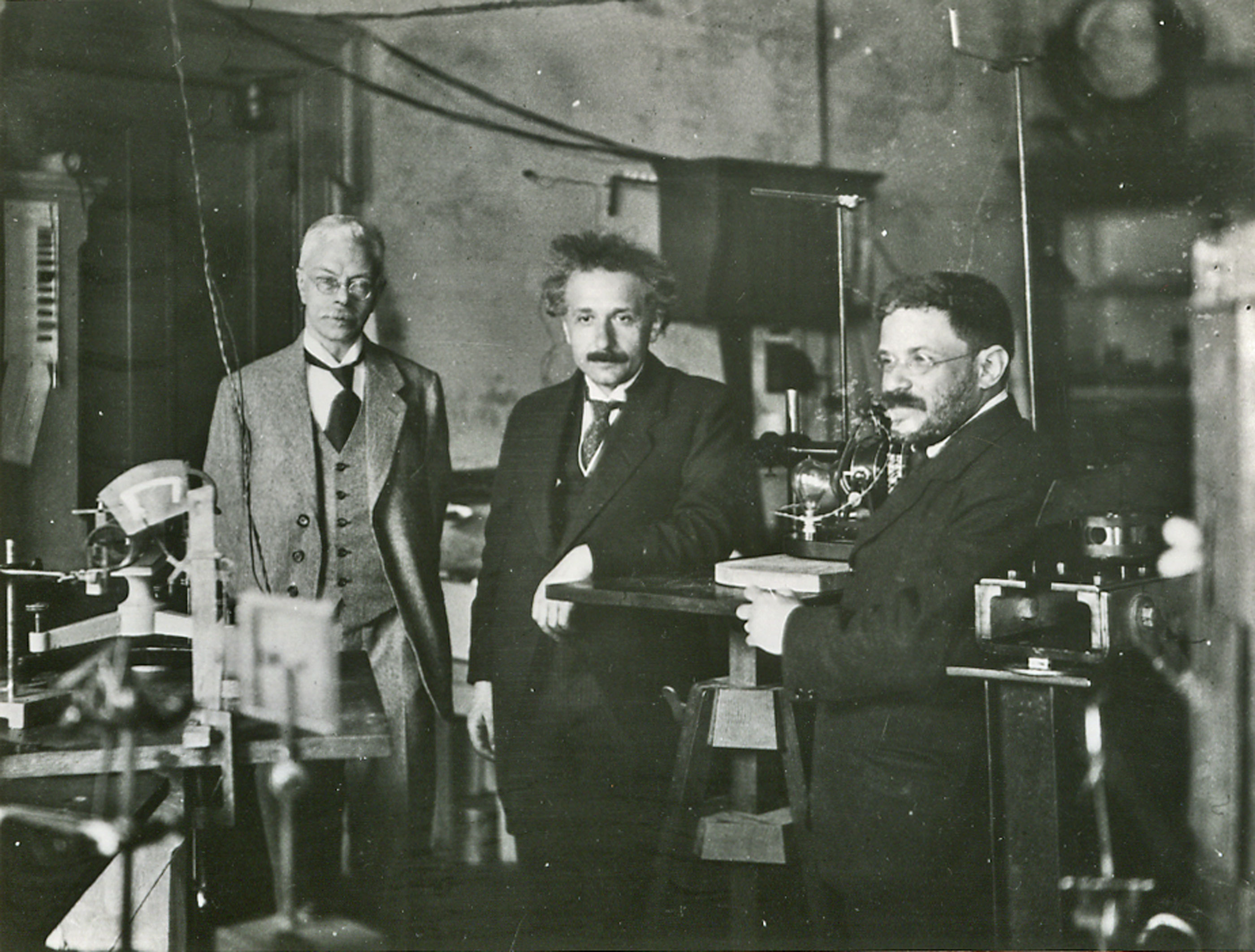
Besuch von Albert Einstein (Mitte) und Paul Ehrenfest (rechts) im Amsterdamer Labor von Pieter Zeeman 1920

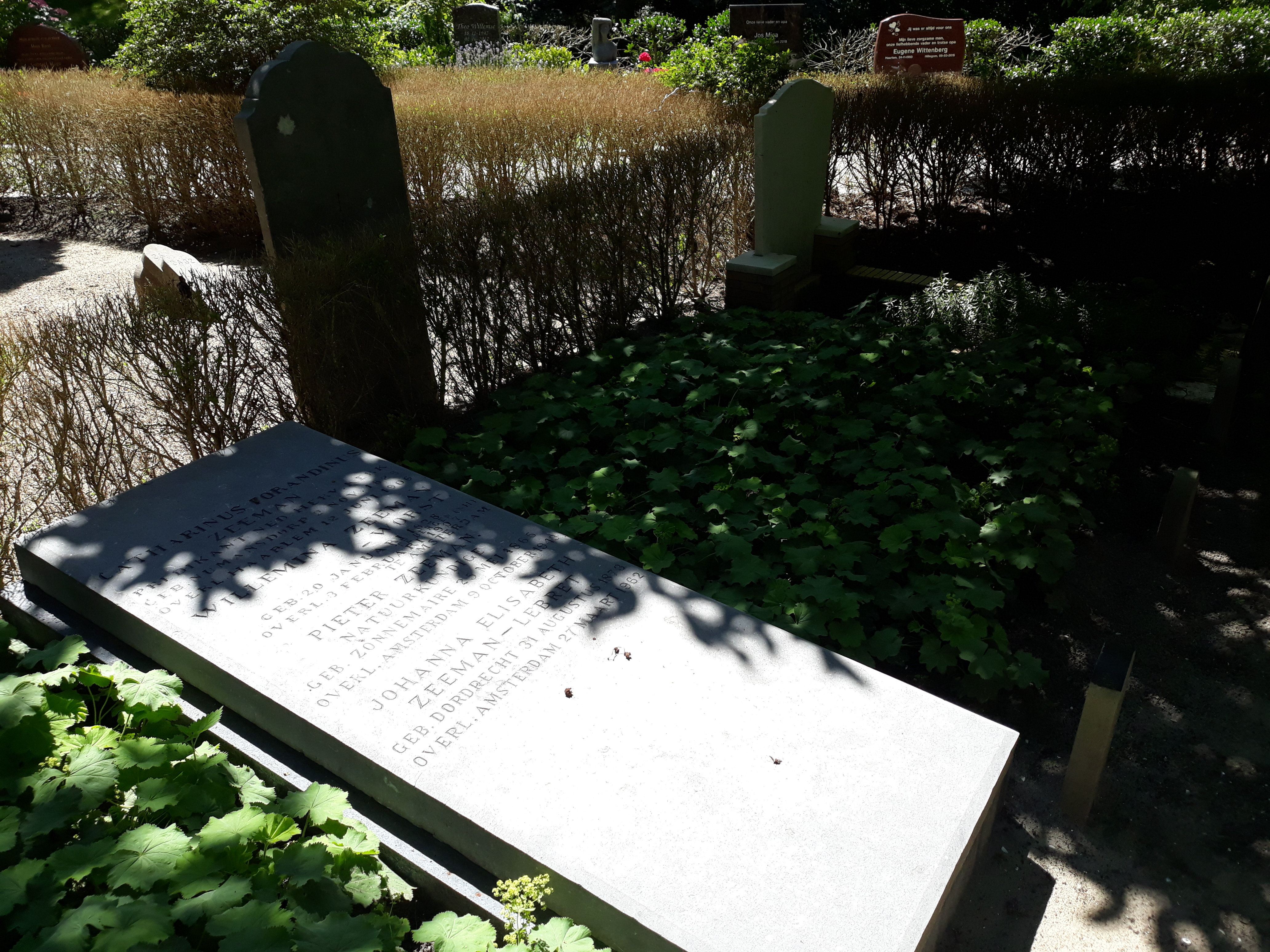
Das Grab von Pieter Zeeman und seiner Ehefrau Johanna Elisabeth Lebret im Familiengrab auf dem Friedhof Kleverlaan in Haarlem.

Pieter Zeeman [ˈzeːmɑn] (* 25. Mai 1865 in Zonnemaire auf der Insel Schouwen-Duiveland, Zeeland; † 9. Oktober 1943 in Amsterdam) war ein niederländischer Physiker. Für seine Verdienste bei den Untersuchungen über den Einfluss des Magnetismus auf die Strahlungsphänomene erhielt er 1902 den Nobelpreis für Physik.

## Leben
Zeeman, der aus der Familie eines Pfarrers stammte, fiel schon früh durch systematische und sorgfältige Naturbeobachtungen auf. Bei dem im Herbst 1882 in den Niederlanden zu beobachtenden Nordlicht wurden seine Aufzeichnungen in zwei Veröffentlichungen seines Physiklehrers in Nature erwähnt. Nach Abschluss der weiterführenden Schule studierte er ab 1885 Physik bei Hendrik Antoon Lorentz und Heike Kamerlingh Onnes an der Universität Leiden. Nach Abschluss seines Studiums blieb der junge Physiker zunächst in Leiden, promovierte dort 1893 mit einer Arbeit über den magnetoptischen Kerr-Effekt (niederländisch Metingen over het verschijnsel van Kerr) und ging dann für ein Semester nach Straßburg, wo er im Labor von Friedrich Kohlrausch arbeitete. Danach kehrte er wieder nach Leiden zurück, um eine Stelle als Privatdozent zu übernehmen. 1897 wechselte Zeeman an die Universität Amsterdam, wo er 1900 eine ordentliche Professur erhielt und bis zu seiner Emeritierung 1935 blieb. 1908 wurde Zeeman zum Direktor des Amsterdamer Physikalischen Instituts ernannt. Das dort neu erbaute Laboratorium wurde 1940 ihm zu Ehren in Zeeman-Laboratorium umbenannt.
Von 1912 bis 1920 war Zeeman Sekretär der Königlich-Niederländischen Akademie der Wissenschaften, der er seit 1898 angehört hatte.

## Leistungen
Zeeman wurde durch die Entdeckung des nach ihm benannten Zeeman-Effekts bekannt. Bereits 1895 wurde von Hendrik Lorentz aufgrund seiner Elektronentheorie vermutet, dass unter Einwirkung eines äußeren Magnetfeldes auf das Atom die Energieniveaus der Elektronen die Atomhülle und damit die Spektrallinien aufspalten. Diese Theorie wurde anschließend von Zeeman eingehend untersucht. Im Herbst 1896 begann Zeeman seine entsprechenden experimentellen Untersuchungen. Er verbesserte seine Apparatur hinsichtlich der Stärke der Magnete und des Auflösungsvermögens seines Spektroskops und konnte anhand der blaugrünen Linie im Spektrum des Kadmiums die Lorentzschen Voraussagen der Aufspaltung in ein Dublett und Triplett bestätigen. Am 31. Oktober 1896 reichte er bei der Amsterdamer Akademie den ersten seiner insgesamt fünf Aufsätze ein, in dem er darstellte, dass sich die Spektrallinien einer Lichtquelle im starken Magnetfeld in mehrere polarisierte Komponenten aufspalten. Durch dieses Phänomen, das als Zeeman-Effekt bezeichnet wird, bestätigte er die Elektronentheorie der Wechselwirkung von Licht und Materie seines Lehrers Lorentz. Aus der Verschiebung der Spektrallinien im Magnetfeld konnte auch auf ein unerwartet hohes Verhältnis von Ladung zu Masse des Teilchens geschlossen werden, was durch die entsprechenden Werte für das etwa um dieselbe Zeit (1896/7) in Kathodenstrahlen entdeckte Elektron (Joseph John Thomson, Emil Wiechert und andere) bestätigt wurde. In gewisser Weise kommt hier also auch Zeeman eine Priorität zu – während Thomson das freie Elektron untersuchte, „entdeckte“ er das im Atom gebundene Elektron.
Die durch Thomas Preston (1860–1900), Alfred Cornu und Albert A. Michelson 1898 fast gleichzeitig und unabhängig voneinander entdeckten „anomalen“ Aufspaltungen von Spektrallinien in Quartetts, Sextetts, Oktetts usw., die trotz des Namens viel häufiger sind, konnten allerdings durch Lorentz Theorie nicht erklärt werden. Das wurde „anomaler Zeemaneffekt“ genannt und konnte erst ab 1925 mit der Einführung des Elektronenspins und der Entwicklung der Quantenmechanik zufriedenstellend erklärt werden.

## Nobelpreis
Für die gemeinsame Forschung über den Einfluss des Magnetismus auf die Strahlung erhielt Pieter Zeeman zusammen mit seinem Lehrer Hendrik Antoon Lorentz 1902 den Nobelpreis für Physik

„als Anerkennung des außerordentlichen Verdienstes, das sie sich durch ihre Untersuchungen über den Einfluss des Magnetismus auf die Strahlungsphänomene erworben haben“

## Ehrungen

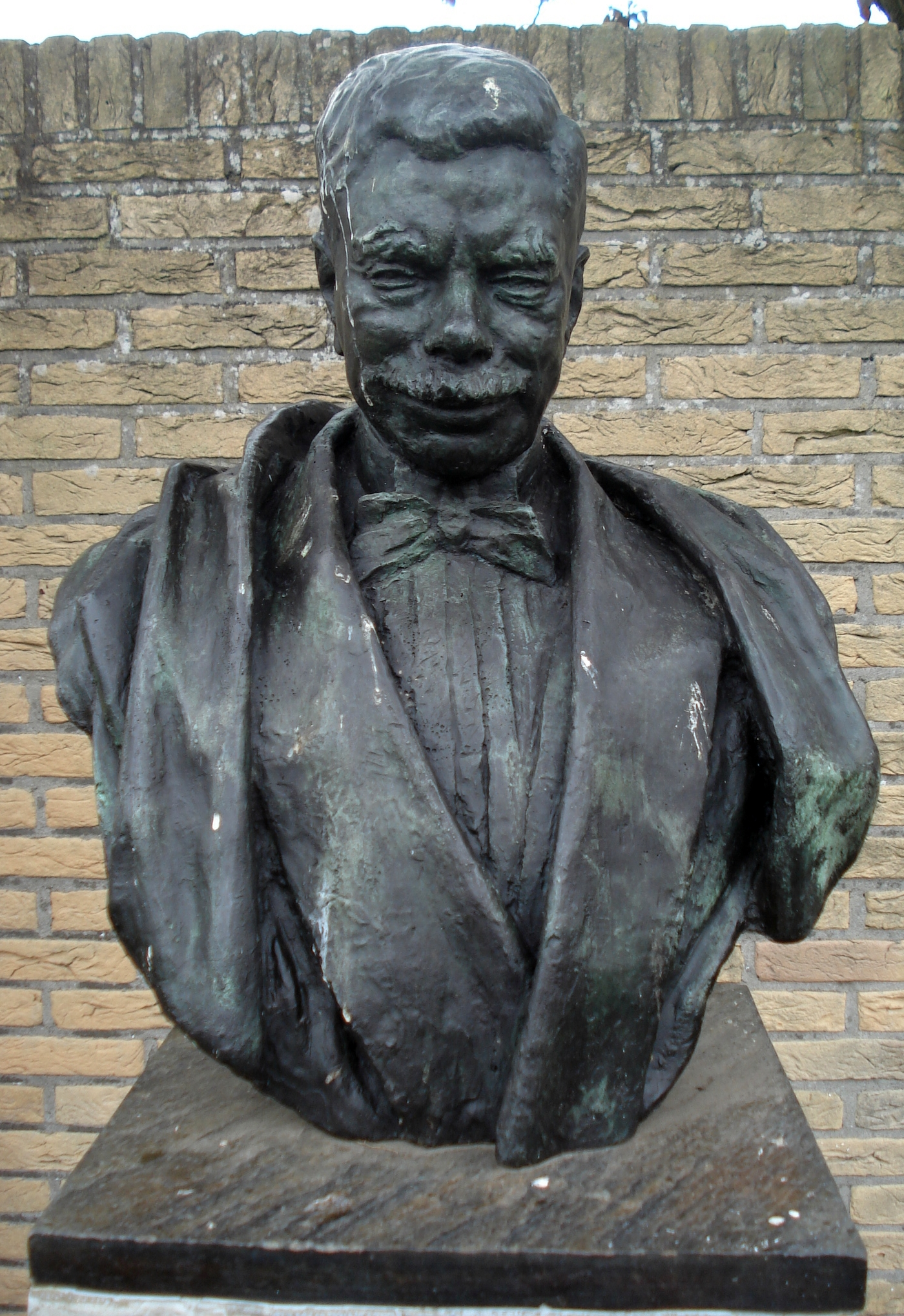
Büste in Zonnemaire

Nach der Verleihung des Nobelpreises wurde Zeeman mit Ehrungen buchstäblich überschüttet. 1922 bekam er die Rumford-Medaille der Royal Society, 1932 wurde er zum korrespondierenden Mitglied der Bayerischen Akademie der Wissenschaften ernannt. 1921 wurde er korrespondierendes und 1933 auswärtiges Mitglied der Académie des sciences. Der Preußischen Akademie der Wissenschaften gehörte er seit 1922 als korrespondierendes Mitglied an. Hinzu kamen weitere Auszeichnungen, so z. B. die Henry Draper Medaille 1921. 1932 wurde er zum auswärtigen Mitglied der Göttinger Akademie der Wissenschaften gewählt und zum assoziierten Mitglied der Académie royale des Sciences, des Lettres et des Beaux-Arts de Belgique gewählt. 1933 wurde er als Ehrenmitglied (Honorary Fellow) in die Royal Society of Edinburgh aufgenommen.
1970 wurde nach Zeeman ein Mondkrater, 1991 ein Asteroid benannt.
In seinem Geburtsort, Zonnemaire, wurde ihm zu Ehren ferner eine Straße benannt sowie eine Büste aufgestellt.